# 東舜英

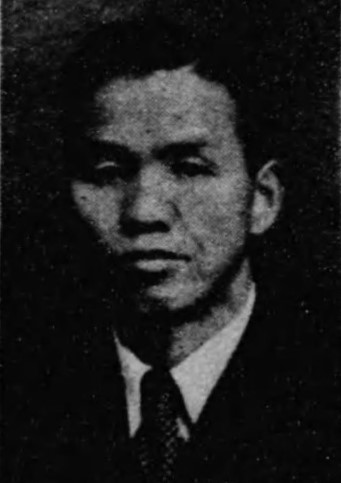
東舜英

東 舜英（あずま しゅんえい、1896年（明治29年）12月15日 - 1986年（昭和61年）1月11日）は、日本の新聞記者、政治家。衆議院議員。

## 経歴
石川県出身。東栄松の三男として生まれる。1923年、早稲田大学政治経済学部を卒業した。
萬朝報記者、読売新聞記者、國民新聞記者、拓務省嘱託、日満醸造社長、逓信大臣秘書官、東京市会議員などを務めた。
1947年4月、第23回衆議院議員総選挙おいて石川県第一区で民主党から立候補して当選し、衆議院議員を一期務めた。この間、民主自由党総務に就任。
炭鉱国管疑獄により逮捕され、1950年4月21日、東京地方裁判所で、懲役4ヶ月の判決を受けた。その後、控訴して争い、1951年5月22日、東京高等裁判所で無罪となり判決が確定した。1986年1月11日、死去。89歳没。

## 著作
- 『おみつさ』東舜英、1969年。
- 『わが晩年の記録』東舜英、1980年。